# Эрбах (Хомбург)
Эрбах (нем. Erbach) — самый большой район немецкого муниципалитета Хомбург. Расположен на севере города, отделён от центра железнодорожной линией Саарбрюккен — Кайзерслаутерн.

## Экономика
В Эрбахе представлены многочисленные промышленные предприятия, как например Bosch (три фабрики), группа Michelin, Schaeffler Group и другие. Это привело к тому, что в Эрбахе соотношение количества рабочих мест на количество жителей выше, чем в других районах.

## Население
В 1895 году в Эрбахе жили 2 333 человека, в 2008 население составило 12 803 человек.
В Эрбахе живет большая русскоязычная диаспора.